# Крайовий виділ
Крайовий виділ — виконавчий і керівний орган Галицького крайового сейму, який діяв на підставі Крайового статуту для Галичини 1861 р.
Складався з 6 членів, їхніх заступників і канцелярії. Членів виділу обирав сейм:
- 3 — від курій;
- 3 — від повного складу.

Всі вони працювали на постійній основі, були зобов'язані проживати у Львові, отримували за свою працю грошові винагороди. Кожний член очолював певний департамент.
До компетенції виділу входили: організація роботи сейму, право законодавчої ініціативи, представлення ухвал сейму до санкціонування цісарем, управління майном, крайовими ресурсами та фундаціями, контроль над діяльністю повітових і громадських рад.
Засідання виділу відбувалися двічі на тиждень під головуванням маршалка сейму, який входив до виділу як сьомий член, але не брав участі в голосуванні, окрім випадків рівності голосів.
Формування виділу відбувалося без урахування національного фактору: українці мали в його складі максимально одного члена та одного заступника. Унаслідок сеймової виборчої реформи 1914 р. чисельність виділу передбачали збільшити до 8 членів, а українцям гарантували 2 місця.